# Paolo Boselli
Paolo Boselli  hallgat (Savona, 1838. június 8. – Róma, 1932. március 10.) olasz államfő, az Olasz Királyság huszonkettedik miniszterelnöke volt, az első világháború során a második. Vezetése alatt üzent hadat az olasz kormány a Német Birodalomnak.

## Élete
Paolo Boselli 1838. június 8-án született Savonában, a Szárd–Piemonti Királyságban. A pénzügyi tudományok első professzora lett a Római Egyetemen és 1870-től 1921-ig parlamenti jobbközép képviselőjeként tevékenykedett, majd 1921-ben szenátorrá választották. 1888-ban Francesco Crispi kormányának művelődésügyi minisztere lett. 1889-ben Luigi Pelloux miniszterelnöksége idején pénzügyminiszterré választották és újjászervezte az olasz nemzeti bankot (Banca d'Italia). 1906-ban Sidney Sonnino kormányában pedig ismét miniszteri tárcát kapott.
1915-ben támogatta az Osztrák–Magyar Monarchia elleni olasz hadba lépést és ennek érdekében beszédet is mondott, amelyben azt a törvénytervezetet támogatta, amely teljes hatalmat adott volna Antonio Salandra miniszterelnök számára. 1916 májusában és júniusában a katonai nehézségek következtében Salandra lemondásra kényszerült. Helyére Bosellit választották, aki koalíciós kormányt alakított.
1916. augusztus 28-án, az Osztrák–Magyar Monarchia által megszállt területek visszafoglalása után, kormánya hadat üzent a Német Birodalomnak. 1917. október 29-én, az olasz szempontból katasztrofális caporettói áttörés következtében Boselli is lemondásra kényszerült.
1922-ben, Benito Mussolini hatalomra kerülése után az új, fasiszta rendszert támogatta. 1929 márciusában a kormányt képviselve felszólalt a szenátusban az olasz állam és a Vatikán között megkötendő lateráni egyezmény érdekében. Emellett az Olasz Történeti Intézet elnökévé választották és részt vett a római Risorgimento Múzeum megalapításában. 1932. március 10-én hunyt el Rómában.